# Miguel Arraes
Miguel Arraes de Alencar (Araripe, 15 de diciembre de 1916 - Recife, 13 de agosto de 2005) fue un abogado y político brasileño. Fue alcalde de Recife, Estado Adjunto de Estado Federal y tres veces gobernador de Pernambuco.
Miguel Arraes fue elegido gobernador de Pernambuco pelo Partido Socialista Laborista (PDT), en 1962, apoyado por el Partido Comunista Brasileño (PCB) y sectores del Partido Social Demócrata (PSD), derrotando a João Cleofás (UDN) - representante de las oligarquías de caña de azúcar de Pernambuco.
Su gobierno fue considerado de izquierda, pues los dueños de molinos forzosos y dueños de aserraderos de la zona forestal del Estado para extender el pago del salario mínimo para los trabajadores rurales (el Campo Acuerdo) y le dio un fuerte apoyo a la creación de sindicatos, asociaciones comunitarias y ligas campesina. Con el golpe militar de 1964, las tropas de la Cuarta Ejército rodearon la sede del gobierno del estado, el Palacio de las Princesas. Se le ofreció a renunciar a la oficina para evitar el arresto. Con su negativa, fue detenido en la tarde del 1 de abril. Publicado el 25 de mayo de 1965, se fue al exilio en Argelia. En 1979, con la amnistía Miguel Arraes regresó a Brasil y la política.